# Marcelo Tempone
Marcelo Javier Tempone (n. 6 de septiembre de 1962, Buenos Aires) es un Maestro Internacional de ajedrez argentino y campeón nacional.

## Resultados destacados en competición
Ganó en 1987 el Campeonato Argentino disputado en Salta, mientras que en 1983 y 1990 empató el primer puesto pero perdió el desempate con Jorge Gómez Baillo y Guillermo Soppe, respectivamente.
Ganó en 1979 el Campeonato Mundial Cadete (sub-17) en Belfort, Francia.
Participó representando a Argentina en dos Campeonatos Panamericanos de ajedrez por equipos, 1987 y 1995, alcanzando en el primero, jugado en Junín, la medalla de bronce por equipos y la medalla de oro individual en el primer tablero reserva, y en el segundo, en Cascavel, la medalla de plata por equipos y la medalla de plata individual en el segundo tablero reserva.